# Кінокомісія
Кінокомісіями називаються напівдержавні, некомерційні, громадські організації, ціллю яких є залучення команд відео продакшнів (включаючи виробників кіно-, теле- чи рекламного контенту) до зйомок на їхніх локальних територіях. Також кінокомісії пропонують свою підтримку на всіх стадіях процесу таким чином, щоб продакшни мали змогу виконати свою роботу без зайвих проблем.

## Вступ
По світу налічується більше 1000 таких активних організацій у більш ніж 100 країнах, переважно кінокомісії сконцентровані в США, Європі та Азії. Значну частину з них сформовано органами місцевого врядування разом з некомерційними організаціями і наближеними до них структурами. Кінокомісія служить як адміністративне вікно, зацікавлене в залученні та підтримці продакшнів, які приїжджають у відповідний їй регіон не тільки з інших частин тієї ж країни, а й також з-за кордону. Міжнародна Асоціація Кінокомісій (англ. The Association of Film Commissioners International чи AFCI) розташована в Лос-Анджелесі. Задача Асоціації бути ключовим органом у покращенні та просуванні передового досвіду в світовому медіа продакшні на локації, відповідно до етичних та професійних вимог, і з цією метою організація встановлює стандарти і забезпечує професійну освіту, навчання та бізнес-послуги в кінокомісійній галузі.
Європейська Мережа Кінокомісій (англ. The European Film Commissions Network чи EUFCN) знаходиться в Брюселі. Азійська Мережа Кінокомісій (англ., The Asian Film Commissions Network чи AFCNet) збирає зараз кінокомісії по азійському континенту.
Головною подією промисловості і торговельним шоу, організованим AFCI, є Виставка Локацій. У 2011 році Виставка була проведена в спілці з Гільдією Продюсерів Америки.
Кінокомісії впевнені, що приваблюючи продакшни до своїх регіонів, вони можуть принести пряму економічну вигоду шляхом підвищеної демонстрації останніх у кіно чи на телебаченні.

## Історія
«Перша Комісія була сформована у США протягом другої половини 1940-х років. Це було відповіддю на потребу кінокомпаній мати місцевий урядовий зв'язок, який би міг координувати роботу таких локальних сервісів як міліція, державні солдати і патрулі шосе, відділи доріг і автострад, пожежники, лісники і всі інші муніципальні та державні сервіси, які можуть бути відповідальними за зйомки на даній локації. Оскільки все більше продакшн компаній почали шукати реалістичніші та різноманітніші місця для зйомки поза межами звичайного продакшн центру, більше міст та штатів почали вбачати потребу в існуванні цього координуючого зв'язку».

## Фінансові та економічні результати
Кінокомісії можуть бути вигідними як для продакшн компанії, так і для території, де вирішили проводити зйомки. Продакшн компанія потенційно може зекономити гроші, знімаючи поза межами свого регіону і наймаючи дешевшу робочу силу «нижче лінії», використовуючи замість того, щоб будувати павільйон на студії, натурні зйомки і тд. Економіка, місця, де відбувається знімальний процес, може збагатитись за рахунок здачі готельних номерів, забезпечення харчуванням, пальним, а також всіма іншими вигодами, що використовують під час зйомок працівники «вище лінії».
Проте, зйомки поза межами Голлівуду все одно впливають на тих, хто таки працює в Голлівуді. Працівники, яких в світі кінематографу називають «нижче лінії» і які базуються в Голлівуді, мають менший ринок праці через те, що продакшн продовжує покидати рамки штату.

## Призначення
Першочерговою ціллю будь-якої кінокомісії є залучення кіно- та відеопродакшнів до свого регіону з метою накопичення локально-реалізованих вигод від найму місцевих команд і талантів, здачі в оренду місцевого обладнання, житла, транспорту, надання сервісів кейтерингу, а також будь-яких інших товарів та послуг, доступних на даній території.
Більшість кінокомісій проводить для продакшнів стандартний набір заходів, включаючи:
- Маркетинг локацій
- Маркетинг місцевих команд, обладнання та досвіду
- Створення стимулюючих пакетів
- Послуги зі скаутингу (пошуку цікавих місць для зйомок)
- Надання допомоги вхідним продакшнам / Усунення проблем продакшну
- Створення штату працівників, готових до зйомок, та відповідної професійної спільноти

В зв'язку з ростом популярності натурних зйомок, набір сервісів, які надають кінокомісії, помітно розширився. Продюсерам кіно, телебачення та реклам сьогодні кіноофіси забезпечують цілий діапазон безкоштовних послуг, від скаутингу локацій в їхньому регіоні до вирішення проблем з місцевими посадовими особами і допомоги з паперовою рутиною та бюрократичною тяганиною. Деякі також забезпечують економічні стимули, такі як податкові пільги чи готельні знижки для скаутів локацій. Інші пропонують різноманітні необхідні безоплатні сервіси, зокрема, дослідження для сценаристів чи посередницька робота з місцевими державними органами.
Нещодавно більш прогресивні кінокомісії з усього світу почали розвивати ще ширший спектр своєї діяльності — не тільки орієнтуючись на Голлівуд, але стаючи осередком всієї кінематографічної діяльності в рамках юрисдикції. Роль цього нового покоління відомств часто включає заохочення розвитку та поширення місцевих продакшнів, розширення аудиторій кінопродукту, частково через кінофестивалі, заохочення вивчення кіномистецтва та здобуття навичок, пов'язаних з кіноіндустрією, підтримку клімату підприємництва.

## Діяльність кінокомісій в Україні
Загальну інформацію про діяльність Української кінокомісії можна отримати на її вебсайті [Архівовано 2 квітня 2022 у Wayback Machine.].
На початку 2015 року розпочала свою роботу Львівська кінокомісія. Оскільки кожного року в місті проводяться зйомки декількох десятків фільмів, серіалів та рекламних роликів, то виникла потреба в спеціальному органі, який міг би регулювати ці процеси. Кінокомісія має на меті займатися врегулюванням правил зйомок, що в подальшому вигідно не тільки для промоції та піару Львова, а також може принести місту реальні фінансові інвестиції. Першим кроком роботи Львівської кінокомісії має стати випуск довідника, гайду, де потенційні продакшни чи продюсери, які захочуть знімати у Львові, могли б знайти необхідну інформацію про локації для зйомок та відповідні послуги, що надає місто і регіон в галузі кінематографу (знімальні команди, студії, постпродакшни, обладнання тощо). На сайті кінокомісії подається максимальна інформація про місцеві кіносервіси, локації для зйомок, а також про наявних спеціалістів у галузі кінематографу та кінобізнесу.
Від серпня 2017 почала діяти Тернопільська кінокомісія. 21 лютого 2019 року створено Асоціацію кінокомісій України.